# Planet of the Apes (1968)
Planet of the Apes is een Amerikaanse sciencefictionfilm uit 1968. Het verhaal is gebaseerd op het boek De Apenplaneet van Pierre Boulle en werd verfilmd onder regie van Franklin J. Schaffner, in opdracht van 20th Century Fox. Hoofdrollen worden vertolkt door Charlton Heston, Roddy McDowall, Kim Hunter, Maurice Evans, James Whitmore, James Daly and Linda Harrison.
De film was een commercieel succes en werd genomineerd voor de Oscars voor beste kostuums en beste filmmuziek (van Jerry Goldsmith) en voor een ere-Oscar voor de grime van John Chambers. Het succes van de film maakte dat er vier vervolgen werden uitgebracht. In 2001 verscheen er een nieuwe versie van het eerste deel. Het origineel werd in 2001 opgenomen in het National Film Registry. De personages Cornelius, Zira, Zaius en Nova uit het boek komen terug in de film.

## Verhaal
George Taylor reist samen met drie andere astronauten in een ruimteschip. Hij valt in slaap en als hij wakker wordt, zijn ze neergestort in het water. De enige vrouwelijke astronaut op het schip, Stewart, is overleden en hij gaat met de twee anderen, Landon en Dodge, op onderzoek uit. Op de vreemde planeet waar ze beland zijn, komen ze alleen primitief geklede mensen tegen die niet kunnen spreken. Bij een jacht door gorilla's te paard wordt Taylor gevangengenomen en hij raakt zijn vrienden kwijt. Later blijkt dat Dodge opgezet in een museum te bewonderen is. Landon kan niet meer praten doordat de apen onderzoek op zijn hersens hebben uitgevoerd.
Taylor komt in een hok terecht waar hij de vriendelijke aap Zira ontmoet die hem 'Bright Eye' noemt. In dit hok ontmoet hij de mooie vrouw Nova maar vindt het jammer dat hij niet met haar kan praten. De apen zijn van plan Taylor te castreren en zijn hersens te onderzoeken. Hij kan niet praten omdat de apen zijn keel verwond hebben en zodoende heeft niemand door dat hij bijzonder is. Als het hem lukt een briefje te schrijven aan Zira verdiept ze zich steeds meer in hem. Samen met haar verloofde Cornelius komt ze steeds meer te weten over de achtergrond van Taylor. De negatief ingestelde Dr. Zaius gooit roet in het eten door Zira en Cornelius te verbieden Taylor uit zijn hok te halen. Taylor weet op een gegeven moment te ontsnappen en neemt Zira, Cornelius, Lucius (Zira's neefje) en Nova met zich mee.
Ze komen aan bij een grot in een verboden zone, een gebied waar volgens de apen geen leven mogelijk is. Dr. Zaius komt hen helaas achterna en met zijn allen gaan ze de grot in. Hier binnen liggen een aantal spullen uit de tijd dat mensen de baas nog waren, waaronder een pop die 'Mama' zegt en geraamtes van mensen. Taylor komt erachter dat Dr. Zaius al die tijd al geweten heeft dat apen niet altijd de baas zijn geweest. Dr. Zaius geeft bevel om alles in de grot op te blazen. Taylor vertrekt samen met Nova te paard over het strand naar een nog onbekende bestemming.
Aan het eind van de rit komt Taylor tot een schokkende ontdekking: de afgebroken bovenkant van het Vrijheidsbeeld steekt boven het zand uit. Al die tijd was Taylor dus gewoon op zijn eigen planeet de aarde geweest, waarvan Dr. Zaius alle waardevolle geschiedenis zojuist verwoest heeft. Deze onthulling wordt hem te veel, en hij schreeuwt in frustratie en wanhoop We finally really did it. You maniacs! You blew it up! Damn you. God damn you all to hell!

## Rolverdeling
| Acteur          | Personage                     |
| --------------- | ----------------------------- |
| Charlton Heston | Kolonel George Taylor         |
| Roddy McDowall  | Cornelius                     |
| Kim Hunter      | Zira                          |
| Maurice Evans   | Dr. Zaius                     |
| Linda Harrison  | Nova                          |
| James Whitmore  | Voorzitter van de vergadering |
| James Daly      | Honorious                     |
| Lou Wagner      | Lucius                        |
| Woodrow Parfrey | Maximus                       |
| Rubert Gunter   | Landon                        |
| Jeff Burton     | Dodge                         |
| Buck Kartalian  | Julius                        |
| Norman Burton   | jachtmeester                  |
| Wright King     | Dr. Galen                     |
| Paul Lambert    | minister                      |
| Dianne Stanley  | Astronaute                    |

## Achtergrond

### Productie
Plannen voor een verfilming van het boek De Apenplaneet ontstonden al kort na het uitkomen van het boek, maar veel filmstudio’s twijfelden eraan of een dergelijke film wel succesvol kon worden. Rod Serling, bekend van The Twilight Zone, schreef een scenario gebaseerd op het boek. Dit scenario werd bijna verfilmd, maar uiteindelijk toch afgekeurd omdat de kosten te hoog zouden worden. Serling gaf in zijn scenario de apen een futuristische en technologisch geavanceerde maatschappij, maar hiervoor zouden veel complexe decors vereist zijn. Daarom werd het scenario herschreven om de apenmaatschappij primitiever te maken, en de decors dus goedkoper. Wel bleef het einde, waarin Taylor beseft dat hij al die tijd op de aarde was, behouden. Het boek speelt zich namelijk wel op een andere planeet af, maar Serling wilde de film aan het einde nog een verrassende wending geven gelijk aan de afleveringen van The Twilight Zone. De scène waarin Taylor het Vrijheidsbeeld vindt en zo beseft hoe de vork in de steel zit, staat vandaag de dag bekend als een van de beroemdste filmscènes ooit.
Om de producenten van Fox te overtuigen dat een Planet of the Apes film mogelijk was, werd een korte testscène opgenomen met Charlton Heston als Taylor en Edward G. Robinson als Zaius. Deze scène is vandaag de dag terug te vinden als bonusmateriaal op de dvd-uitgave van de film en in de documentaire Behind the Planet of the Apes. Na de opnames trok Robinson zich terug daar hij zich niet op zijn gemak voelde onder alle schmink die nodig was voor zijn rol. De grime die werd gebruikt voor de apen, was al eerder getest door John Chambers in de sciencefictionserie Lost in Space (eveneens van 20th Century Fox). Voor de regie werden onder andere J. Lee Thompson en Blake Edwards benaderd, maar producer Arthur P. Jacobs koos op aandringen van Charlton Heston uiteindelijk voor Franklin J. Schaffner. Voor de opnames was een budget van $ 5.800.000 beschikbaar.
De opnames voor Planet of the Apes begonnen op 21 mei 1967. De meeste woestijnscènes werden opgenomen in Arizona nabij de Grand Canyon, de Colorado, het Powellmeer en Glen Canyon De scènes in het apendorp werden gefilmd op de Fox Ranch in Malibu Creek State Park, ten noordwesten van Los Angeles. De strandscènes werden gefilmd op een stuk strand tussen Malibu en Oxnard, Californië, dat bekendstond om zijn hoge rotsen. Dit strand was te voet niet te bereiken, waardoor de hele filmploeg, inclusief de paarden, per helikopter naar de filmlocatie moest worden gebracht. De scène met het vrijheidsbeeld werd opgenomen op een afgeschermd stuk van het Westwardstrand, tussen Zuma Beach en Point Dume in Malibu. In augustus 1967 werden de opnames afgerond.
Het ruimteschip van Taylor wordt in de film nooit bij naam genoemd, maar kreeg later van fan Larry Evans de naam Icarus. Deze naam wordt tegenwoordig onder fans van de filmreeks beschouwd als de officiële naam van het schip.

### Uitgave en ontvangst
Planet of the Apes werd goed ontvangen door critici, en wordt over het algemeen gezien als een klassieker en een van de beste films van 1968. Op Rotten Tomatoes scoort de film 89% aan goede beoordelingen. In 2008 werd de film door Empire verkozen tot een van de 500 beste films aller tijden. Vooral de grime voor de apen werd geprezen.
Planet of the Apes was ook financieel een succes. De mondiale opbrengst bedroeg $ 32.589.624.

### Vervolgen
Planet of the Apes kreeg in totaal vier vervolgen, een remakefilm en een rebootfilm:
- Beneath the Planet of the Apes (1970)
- Escape from the Planet of the Apes (1971)
- Conquest of the Planet of the Apes (1972)
- Battle for the Planet of the Apes (1973)
- Planet of the Apes (2001, remake)
- Rise of the Planet of the Apes (2011, reboot)
  - Dawn of the Planet of the Apes (2014, vervolg)
  - War for the Planet of the Apes (2017, vervolg)

## Prijzen en nominaties

### Prijzen
| Jaar | Prijs         | Categorie              | Genomineerde(n) | Uitslag     |
| ---- | ------------- | ---------------------- | --------------- | ----------- |
| 1968 | Golden Laurel | Action-Drama           |                 | Gewonnen    |
| 1969 | Academy Award |                        |                 |             |
| 1969 | Academy Award | Eervolle award         | John Chambers   | Gewonnen    |
| 1969 | Academy Award | Beste kostuums         | Morton Haack    | Genomineerd |
| 1969 | Academy Award | Beste originele muziek | Jerry Goldsmith | Genomineerd |
| 1996 | Genesis Award | Feature Film – Classic |                 | Gewonnen    |

### Erkenning door het AFI
Het American Film Institute nam Planet of the Apes op in meerdere van zijn lijsten:
- AFI's 100 Years...100 Movies - nominatie[15]
- AFI's 100 Years...100 Thrills - #59
- AFI 100 jaar... 100 helden en schurken:
  - Kolonel George Taylor – genomineerde held[16]
- AFI's 100 Years...100 Movie Quotes:
  - "Get your stinking paws off me, you damned dirty ape." - #66
- AFI's 100 Years of Film Scores - #18
- AFI's 100 Years...100 Movies (10th Anniversary Edition) - Nominatie[17]
- AFI's 10 Top 10 – genomineerde sciencefictionfilm[18]